# WebMoney
WebMoney Transfer (popularmente conocido simplemente como WebMoney) un sistema global de liquidación y un entorno para las actividades comerciales en línea propiedad de WM Transfer Ltd. establecido en 1998.
En noviembre de 2019 la empresa afirma tener más de 39 millones de usuarios en todo el mundo y se estima que es aceptada en unas 100 mil tiendas, entre otras plataformas de servicios en línea. 
Para operar una cuenta WebMoney no se requiere tener cuenta bancaria ni tarjeta de crédito.
Aunque sus servicios originalmente estaban dirigidos principalmente a clientes en Rusia y la antigua Unión Soviética, ahora su alcance es global. Su tecnología les permite proporcionar a sus usuarios interfaces que les permiten operar y transferir activos  almacenados en entidades especializadas, realizar cambios de una moneda a otra, solicitar financiación y solucionar disputas comerciales.

## Monederos electrónicos
Maneja varios tipos de moneda electrónica, operando cada divisa electrónica mediante un monedero electrónico que lleva su prefijo particular propio del sistema WebMoney.
La empresa está asociada con varios diversos garantes, entidades que emiten, almacenan, establece tipos de cambios, asegura el funcionamiento legal e establece normas y términos de uso conforme a las leyes locales.

## Acontecimientos relevantes
En mayo de 2018 Ucrania incluyó a WebMoney en su lista de empresas rusas sancionadas, por lo que la compañía no podría ofrecer sus servicios en territorio ucraniano por al menos 15 años.